# Syndrome de Gardner
 Mise en garde médicale
Pour les articles homonymes, voir Gardner.
Le syndrome de Gardner est un syndrome associant :
- une polypose recto-colique familiale
- une ou plusieurs autres tumeurs d'autres tissus
  - ostéome

L'ostéome peut être périphérique ou central. bien que touchant toutes les classes d'âge, la tumeur atteint les personnes âgées.
- - fibrome
  - lipome
  - myome
  - tumeur desmoïde
  - kyste épidermoïde
  - tumeur de la thyroïde
  - tumeur des surrénales

Après avoir existé en tant qu'entité à part entière durant quasi toute la seconde moitié du XXe siècle, on considère dorénavant ce syndrome comme une simple variante phénotypique de la polypose recto-colique familiale.

## Étymologie
En 1951, Eldon John Gardner (1909-1989), un professeur de génétique, fut le premier à décrire ce syndrome. Un étudiant avait mis Gardner en relation avec une grande famille de l'Utah touchée par ce syndrome.